# Донич, Сергей Георгиевич
Серге́й Гео́ргиевич До́нич (12 декабря 1961, Симферополь — 22 марта 2022, Симферополь) — украинский государственный деятель, первый заместитель Председателя Верховного Совета Крыма с 2011 года, доктор медицинских наук (2009), ректор Крымского федерального университета имени В. И. Вернадского (октябрь 2014 — август 2017).

## Образование
- 1985 — Крымский государственный медицинский институт по специальности лечебное дело.
- 1990 — аспирантура Института хирургии им. А. В. Вишневского Академии медицинских наук СССР, г. Москва.
- 2004 — Одесский институт государственного управления Национальной академии государственного управления при Президенте Украины и получил квалификацию магистра государственного управления.

## Биография
- 1984—1985 — медбрат отделения анестезиологии и реанимации Республиканской клинической больницы им. Н. А. Семашко.
- январь—август 1985 — врач-интерн хирургического отделения Алуштинской центральной городской больницы.
- 1985—1986 — врач-интерн отделения анестезиологии и реанимации Республиканской клинической больницы им. Н. А. Семашко.
- 1986—1988 — старший лаборант кафедры скорой медицинской помощи факультета усовершенствования врачей Крымского государственного медицинского института.
- 1988—1990 — аспирант Института хирургии им. А. В. Вишневского Академии медицинских наук СССР, г. Москва.
- 1990 — кандидат медицинских наук.
- 1990—1993 — ассистент кафедры скорой медицинской помощи факультета усовершенствования врачей Крымского государственного медицинского института.
- 1993—1995 — доцент кафедры скорой медицинской помощи факультета усовершенствования врачей Крымского государственного медицинского института.
- 1995—2002 и в январе—сентябре 2011 — главный врач Республиканской клинической больницы им. Н. А. Семашко.
- 2009 — доктор медицинских наук.
- декабрь 2002 — январь 2011 — министр здравоохранения Крыма.
- сентябрь—декабрь 2011 — проректор Крымского государственного медицинского университета им. С. И. Георгиевского.
- с декабря 2011 по февраль 2014 — первый заместитель Председателя Верховного Совета Автономной Республики Крым.
- с октября 2014 по август 2017 — ректор Крымского федерального университета имени В. И. Вернадского.
- с августа 2017 — главврач санатория «Гурзуфский».

Умер 22 марта 2022 года в Симферополе от инфаркта миокарда.

## Награды
- 1999 — Почетное звание «Заслуженный врач Автономной республики Крым»;
- 2002 — Почетное звание «Заслуженный врач Украины»;
- 2003 — Почетная грамота Министерства здравоохранения Украины;
- 2004 — Почетная грамота Совета министров Автономной Республики Крым;
- 2006 — Благодарность Председателя Совета министров Автономной Республики Крым;
- 2007 — Орден «За заслуги» III степени;
- 2010 — Премия Автономной Республики Крым в номинации «Здравоохранение, курорты»[4];
- 2015 — Орден «За верность долгу» (13 марта 2015) — за особые заслуги при выполнении служебного и гражданского долга, безупречное исполнение служебных обязанностей, мужество, самоотверженность и инициативу, проявленные в период организации и проведения общекрымского референдума[5].

## Общественная деятельность
- Депутат Верховного Совета Крыма 4-го (2002—2006) и 6-го (2011—2014) созывов.
- Член Партии регионов (до 2014).
- Был членом Партии зеленых Украины.
- Член партии «Патриоты России» с 2014 года[6].

## Семья
- Жена, двое сыновей.